# ژرمن انوردن
ژرمنانوردن (به آلمانی و انگلیسی:Germanenorden) به معنی نظم آلمانی یا تئوتونی یک انجمن مخفی غیبی و بزرگ بود که در اوایل قرن بیستم در آلمان توسط تئودور فریچ(۲۸ اکتبر ۱۸۵۲ - ۸ سپتامر ۱۹۳۳) که یک نازیست بود ایجاد شد. هدف آن نظارت بر یهودیان و انتشار مطالب یهودستیزانه بود.